# Betty's Choice
Betty's Choice è un cortometraggio del 1909 diretto da Van Dyke Brooke che ne firma anche la sceneggiatura. Il film fu interpretato da Mary Fuller, nel ruolo del titolo.

## Produzione
Il film fu prodotto dalla Vitagraph Company of America.

## Distribuzione
Distribuito dalla Vitagraph Company of America, il film - un cortometraggio di 195 metri - uscì nelle sale cinematografiche statunitensi il 5 ottobre 1909. Nelle proiezioni, veniva programmato con il sistema dello split reel, accorpato in un'unica bobina con un altro cortometraggio prodotto dalla Vitagraph, la commedia Never Eat Green Apples.